# Bright Edomwonyi
Bright Osagie Edomwonyi (Benin City, 1994. július 24. –) nigériai labdarúgó, a Nyíregyháza Spartacus játékosa.

## Pályafutása
A 2017–18-as szezonban a Sturm Graz csapatával megnyerte az Osztrák Kupát.
2023. július 18-án aláírt a Diósgyőr csapatához. Két idényben összesen 60 mérkőzésen 15-ször volt eredményes.
2025 júniusában a Nyíregyháza Spartacus bejelentette, hogy kétéves szerződést kötöttek.

## Sikerei, díjai
Sturm Graz
- Osztrák kupagyőztes: 2017–18